# لوما (داکوتای شمالی)
لوما(به انگلیسی: Loma) شهری در ایالت داکوتای شمالی کشور ایالات متحده آمریکا است که جمعیت آن در سرشماری سال ۲۰۱۰ میلادی، ۱۶ نفر بوده‌است.